# Proletarij
Proletarij – osiedle typu miejskiego w Rosji, w obwodzie nowogrodzkim. W 2010 roku liczyło 5145 mieszkańców.